# Глазго (Орегон)
Глазго (англ. Glasgow) — переписна місцевість (CDP) в США, в окрузі Кус штату Орегон. Населення — 785 осіб (2020).

## Географія
Глазго розташоване за координатами 43°26′16″ пн. ш. 124°11′43″ зх. д. / 43.43778° пн. ш. 124.19528° зх. д. (43.437690, -124.195185).  За даними Бюро перепису населення США в 2010 році переписна місцевість мала площу 8,35 км², з яких 8,35 км² — суходіл та 0,00 км² — водойми.

## Демографія
Згідно з переписом 2010 року, у переписній місцевості мешкали 763 особи в 350 домогосподарствах у складі 217 родин. Густота населення становила 91 особа/км².  Було 393 помешкання (47/км²).
Расовий склад населення:
| - 92,8 % — білих - 1,6 % — корінних американців - 1,6 % — азіатів - 0,1 % — чорних або афроамериканців |

До двох чи більше рас належало 3,1 %. Частка іспаномовних становила 3,7 % від усіх жителів.
За віковим діапазоном населення розподілялося таким чином: 15,9 % — особи молодші 18 років, 60,6 % — особи у віці 18—64 років, 23,5 % — особи у віці 65 років та старші. Медіана віку мешканця становила 54,5 року. На 100 осіб жіночої статі у переписній місцевості припадало 95,6 чоловіків;  на 100 жінок у віці від 18 років та старших — 96,9 чоловіків також старших 18 років.
Середній дохід на одне домашнє господарство  становив 69 122 долари США (медіана — 36 012), а середній дохід на одну сім'ю — 91 743 долари (медіана — 39 355). За межею бідності перебувало 4,7 % осіб, у тому числі 0,0 % дітей у віці до 18 років та 10,7 % осіб у віці 65 років та старших.
Цивільне працевлаштоване населення становило 169 осіб. Основні галузі зайнятості: транспорт — 24,9 %, науковці, спеціалісти, менеджери — 24,9 %, роздрібна торгівля — 21,9 %.